# 擬黃鸝
擬黃鸝（學名：Icterus icterus）是一種黃鸝。它們分佈在安地斯山脈東邊的南美洲，由哥倫比亞及圭亞那至阿根廷。它們是委內瑞拉的國鳥。

## 特徵
擬黃鸝的尾巴很長，喙結實。它們的頭部及上胸呈黑色。頸前及上胸的羽毛向外伸展，令黑羽毛與下胸及下身的橙色羽毛的分界不平均。上及下背的羽毛都是橙色的，肩膀的黑色羽毛分隔了與胸前的橙色羽毛。雙翼主要是黑色的，有一道白色的斑紋。眼睛是黃色的，周圍沒有羽毛及皮膚呈鮮藍色。

### 亞種
擬黃鸝有4個亞種：I. i. metae、I. i. ridgwayi、I. i. croconotus及I. i. jamacaii。I. i. metae的背部較為橙色，及白色的雙翼上有一道黑線分隔。I. i. ridgwayi的體型較大及結實。有時I. i. croconotus、I. i. ridgwayi、I. i. jamacaii及I. i. metae被認為是獨立的物種。

## 棲息地
擬黃鸝棲息在乾旱地區，如林地、森林、乾旱叢林及開放的大草原。它們主要吃昆蟲、不同的果實、細小的鳥類及鳥蛋。

## 繁殖
擬黃鸝於3月至9月繁殖。它們不會自己築巢，而是偷用其他鳥巢。當佔用了其他鳥巢後，它們會吃遺下的鳥蛋或幼鳥，並會激烈的保衛其領地。它們每次會生3-4隻蛋，孵化期為2星期。

## 外部連結
- Animal Diversity Web （页面存档备份，存于）